# 洛克菲勒山脈
78°0′S 155°0′W / 78.000°S 155.000°W
洛克菲勒山脈（英語：Rockefeller Mountains）是南極洲的山脈，位於愛德華七世地，處於亞歷山德拉山脈西南面48公里，在1929年1月27日由美國探險隊發現，現時由南極條約體系管理。